# Иглесиас (град)
Вижте пояснителната страница за други значения на Иглесиас.
Иглѐсиас (на италиански: Iglesias; на сардински: Igrésias, Игрезиас) е град и община в Италия, един от двата административни центъра на провинция Южна Сардиния, на остров и автономен регион Сардиния. Разположен е на 200 m надморска височина. Населението на града е 27 438 души (към 30 април 2011).